# جبل فوراكر

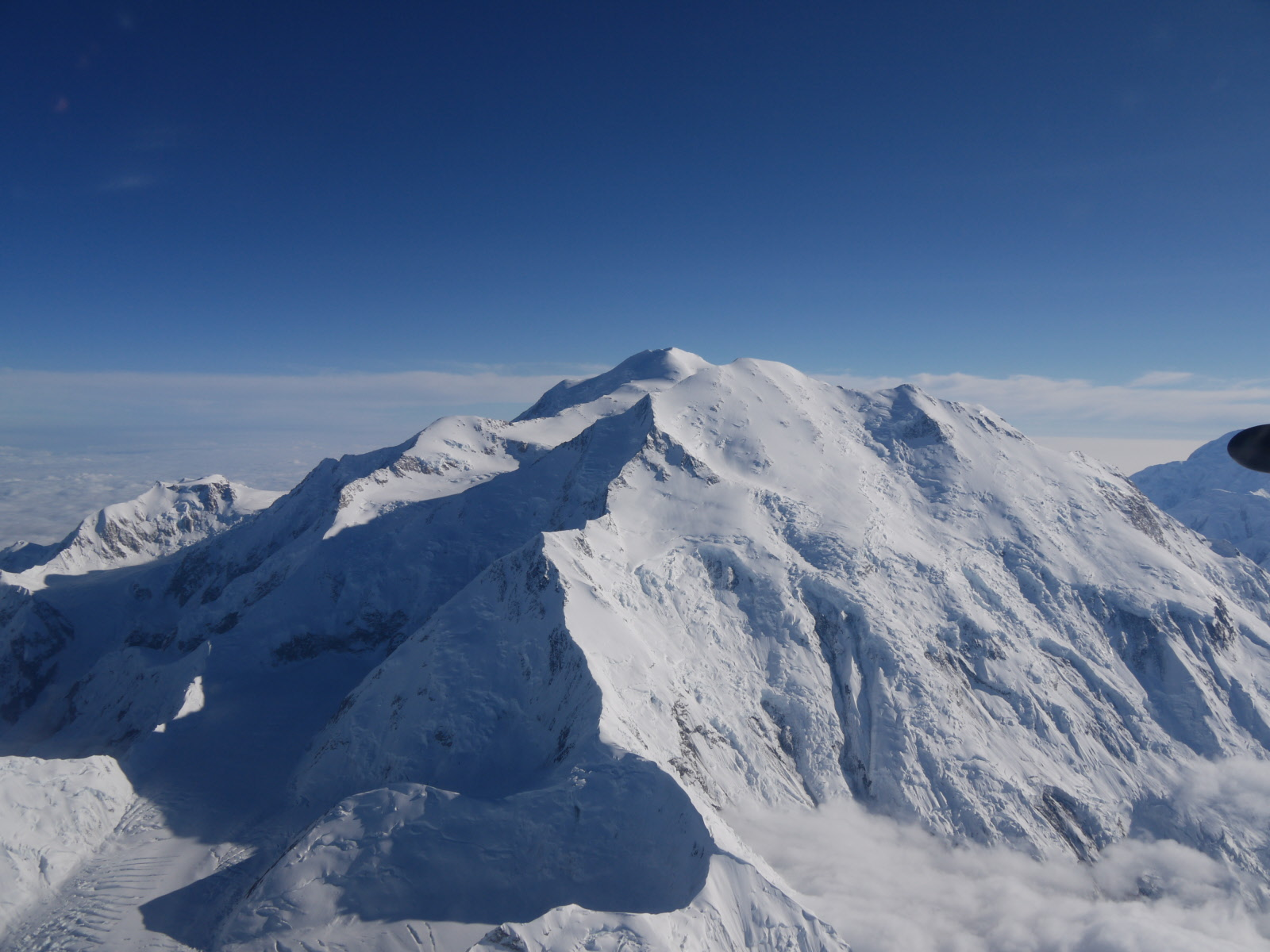
صور لجبل فوراكر

جبل فوراكر (بالإنجليزية: Mount Foraker)‏، جبل من سلسلة جبال ألاسكا الوسطى. يقع في دينالي ناشيونال بارك على بعد 14 ميل (23 كم) إلى الجنوب الغربي من جبل ماكنلي. وهو ثاني أعلى قمة ضمن جبال ألاسكا ورابع أعلى قمة في جبال الولايات المتحدة الأمريكية. يرتفع تقريباً مباشرة فوق معسكر القاعدة القياسية لجبل ماكينلي، على مفترق من Kahiltna الجليدية أيضاً بالقرب من جبل هنتر في نطاق ولاية ألاسكا.

## سبب التسمية
أعطي الجبل هذا الاسم عام 1899 من قبل الملازم جس هيرون على اسم جوزيف B. فوراكر، عضو مجلس الشيوخ الأمريكي عن ولاية أوهايو. وكان هذا الجبل (مع جبل ماكينلي) يسمى "بولشايا غورا" أي (الجبل الكبير" باللغة الروسية.